# キト
キト（スペイン語: Quito）は、エクアドルの首都。同国の都市としてはグアヤキルに次いで人口が多い。南米有数の世界都市。人口は1,978,376人（2019年国勢調査）。キトの北23kmに赤道記念碑ミッター・デル・ムンドがあり、線で赤道の位置が示されているが、実際の赤道とは誤差がある。

## 歴史

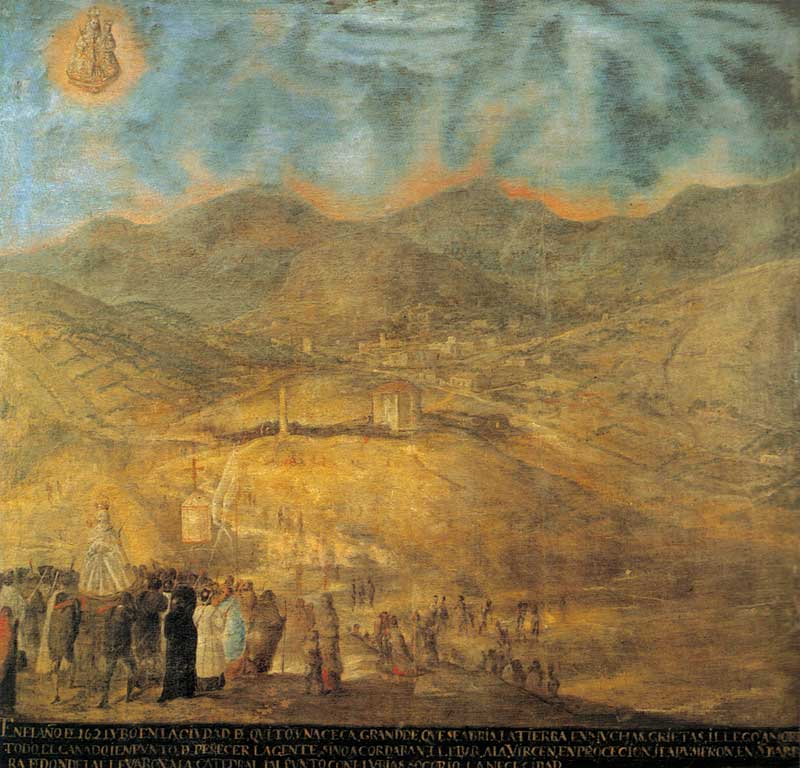
1757年のキト

キトの発祥は紀元1000年以前までさかのぼることができる。当時、その一帯は遊牧民たちの遊牧する土地であったが、その後今のキトの位置に市が開かれた。
15世紀末にはインカ帝国の支配下に置かれ、11代インカ皇帝ワイナ・カパックの母親が当地の出身だったため、帝国の第二の首都として整備されることとなる。第一の首都であるクスコからキトまでは、インカ道が通された。しかしその後、帝国ではクスコ派とキト派との対立が深まり、ワイナ・カパックの死後、帝国は2人の息子により分けられ、ワスカルがクスコを中心に帝国の大部分を、そして、アタワルパがキトを中心に北部を治めることとなる。
その後起こった内戦で勝利を収めたアタワルパは、キトからクスコへ向かう途中、侵略してきたスペイン人の捕虜となり、処刑される。そしてキトは、スペイン軍の侵略を防ぐために、アタワルパの武将であったルミニャウィによって破壊された。
結局、インカ人の反乱は制圧され、フランシスコ・ピサロは1534年、キトへの殖民を開始。街は「サン・フランシスコ・デ・キト」と名づけられた。
地元民は改宗させられ、教会の建設などに酷使された。そしてその後300年にわたり、キトはスペインの植民地として支配されることとなる。
1800年代初頭には人口1万人を数える都市に成長していたキトだが、そのころにはスペインからの独立の気運が高まってきていた。1809年8月10日には独立を宣言をするに至った。しかし、その運動は、1810年にリマから派遣されたスペイン軍により鎮圧されることになる。
にもかかわらず、その後も運動は続き、救援に来たアントニオ・ホセ・デ・スクレが1822年にスペイン軍にピチンチャの戦いで勝利したことで、スペインからの独立を勝ち取り、大コロンビアの一部となる。1830年にはそこから独立したエクアドルの首都となる。

## 地理

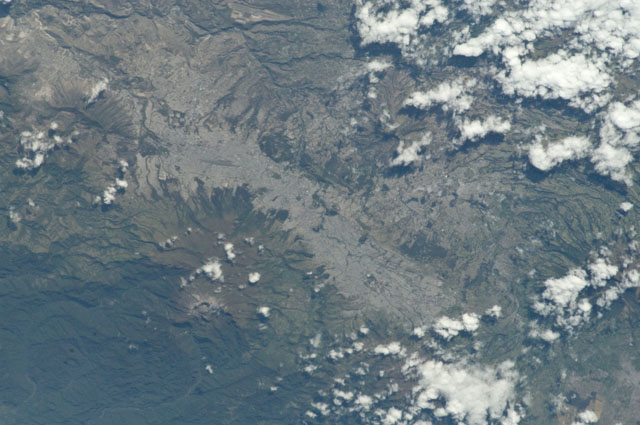
キトの衛星写真

キトは新市街と旧市街（セントロ）からなる。このうち坂道に沿って古い建物が並ぶ旧市街は「キトの市街」の名で世界遺産に登録されており、サン・フランシスコ教会・修道院や大統領府、パネージョの丘にある聖母像など観光地も多いが、治安は良くなくスリも多いとされるので、訪問の際には注意が必要である。また、露天市などもある。
新市街は商業地と住宅地が混在しており、ホテルやレストランの店舗も多い。また競馬場の跡地を1980年代に整備したラ・カロリーナ公園は、緑に溢れた市民の憩いの場となっている。

### 気候
赤道直下に位置しているが、アンデス山脈の中腹に位置し、標高2850メートルとかなりの高地にあることから、一年を通じて冷涼な気候になっている。また、緯度が低く高所にあることから紫外線指数が年平均12と極めて高い。6-8月を除くと、概ね降水量は多い。
| キト（1991～2020）の気候                                | キト（1991～2020）の気候 | キト（1991～2020）の気候 | キト（1991～2020）の気候 | キト（1991～2020）の気候 | キト（1991～2020）の気候 | キト（1991～2020）の気候 | キト（1991～2020）の気候 | キト（1991～2020）の気候 | キト（1991～2020）の気候 | キト（1991～2020）の気候 | キト（1991～2020）の気候 | キト（1991～2020）の気候 | キト（1991～2020）の気候 |
| 月                                                      | 1月                      | 2月                      | 3月                      | 4月                      | 5月                      | 6月                      | 7月                      | 8月                      | 9月                      | 10月                     | 11月                     | 12月                     | 年                       |
| ------------------------------------------------------- | ------------------------ | ------------------------ | ------------------------ | ------------------------ | ------------------------ | ------------------------ | ------------------------ | ------------------------ | ------------------------ | ------------------------ | ------------------------ | ------------------------ | ------------------------ |
| 最高気温記録 °C （°F）                                  | 28.2 (82.8)              | 28.6 (83.5)              | 27.0 (80.6)              | 26.9 (80.4)              | 27.6 (81.7)              | 28.3 (82.9)              | 29.0 (84.2)              | 27.3 (81.1)              | 31.0 (87.8)              | 27.8 (82)                | 27.9 (82.2)              | 27.0 (80.6)              | 31 (87.8)                |
| 平均最高気温 °C （°F）                                  | 19.2 (66.6)              | 19.5 (67.1)              | 19.2 (66.6)              | 18.8 (65.8)              | 19.3 (66.7)              | 19.2 (66.6)              | 20.0 (68)                | 20.5 (68.9)              | 20.8 (69.4)              | 19.9 (67.8)              | 19.2 (66.6)              | 18.9 (66)                | 19.5 (67.1)              |
| 日平均気温 °C （°F）                                    | 14.0 (57.2)              | 14.1 (57.4)              | 13.9 (57)                | 13.8 (56.8)              | 14.0 (57.2)              | 13.9 (57)                | 14.5 (58.1)              | 14.4 (57.9)              | 14.3 (57.7)              | 13.9 (57)                | 13.4 (56.1)              | 13.5 (56.3)              | 14.0 (57.2)              |
| 平均最低気温 °C （°F）                                  | 10.7 (51.3)              | 11.2 (52.2)              | 11.2 (52.2)              | 10.9 (51.6)              | 11.2 (52.2)              | 10.1 (50.2)              | 10.3 (50.5)              | 10.0 (50)                | 10.2 (50.4)              | 10.1 (50.2)              | 10.1 (50.2)              | 10.2 (50.4)              | 10.5 (50.9)              |
| 最低気温記録 °C （°F）                                  | 3.2 (37.8)               | 3.9 (39)                 | 4.8 (40.6)               | 4.0 (39.2)               | 3.0 (37.4)               | 3.7 (38.7)               | 2.0 (35.6)               | 3.0 (37.4)               | 4.0 (39.2)               | 4.0 (39.2)               | 3.0 (37.4)               | 4.0 (39.2)               | 2 (35.6)                 |
| 出典：http://www.pogodaiklimat.ru/climate8.php?id=84071 |                          |                          |                          |                          |                          |                          |                          |                          |                          |                          |                          |                          |                          |

## 交通

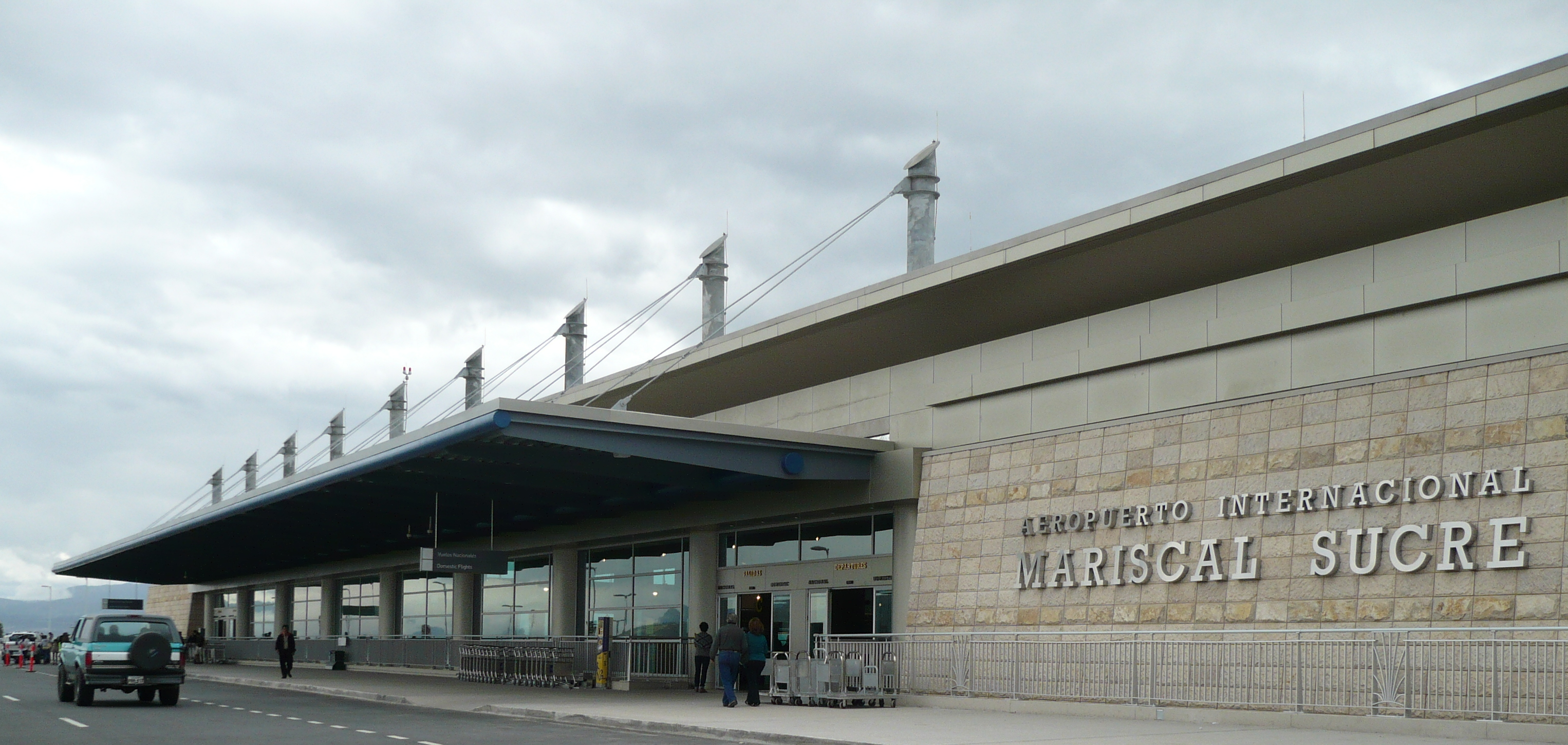
新キト国際空港

### 陸上交通
専用レーン上を走る路線バスのほか、トロリーバスの路線が整備されており、旧市街と新市街を結んでいる。またタクシーの数も多い。また各地を結ぶ高速バスのターミナルが旧市街にある。
鉄道路線は、キトに駅があり、バスやトラックを改造したレールバスのほか、観光用に蒸気機関車牽引の客車列車が発着しているが、交通機関として利用しづらい。

#### 地下鉄
2013年よりキト地下鉄の建設が進められていたが、2023年5月2日に開通した。

### 空港
2013年2月に開港したマリスカル・スクレ国際空港（新キト国際空港）が近郊のキト郡内にあり、国内各地および、南米各国やアメリカ、スペインなどに就航便がある。同空港の開港までは軍民共用の同名の空港が使われていたが、街中にあって手狭なこともあり、新たな空港が建設された。

## ギャラリー

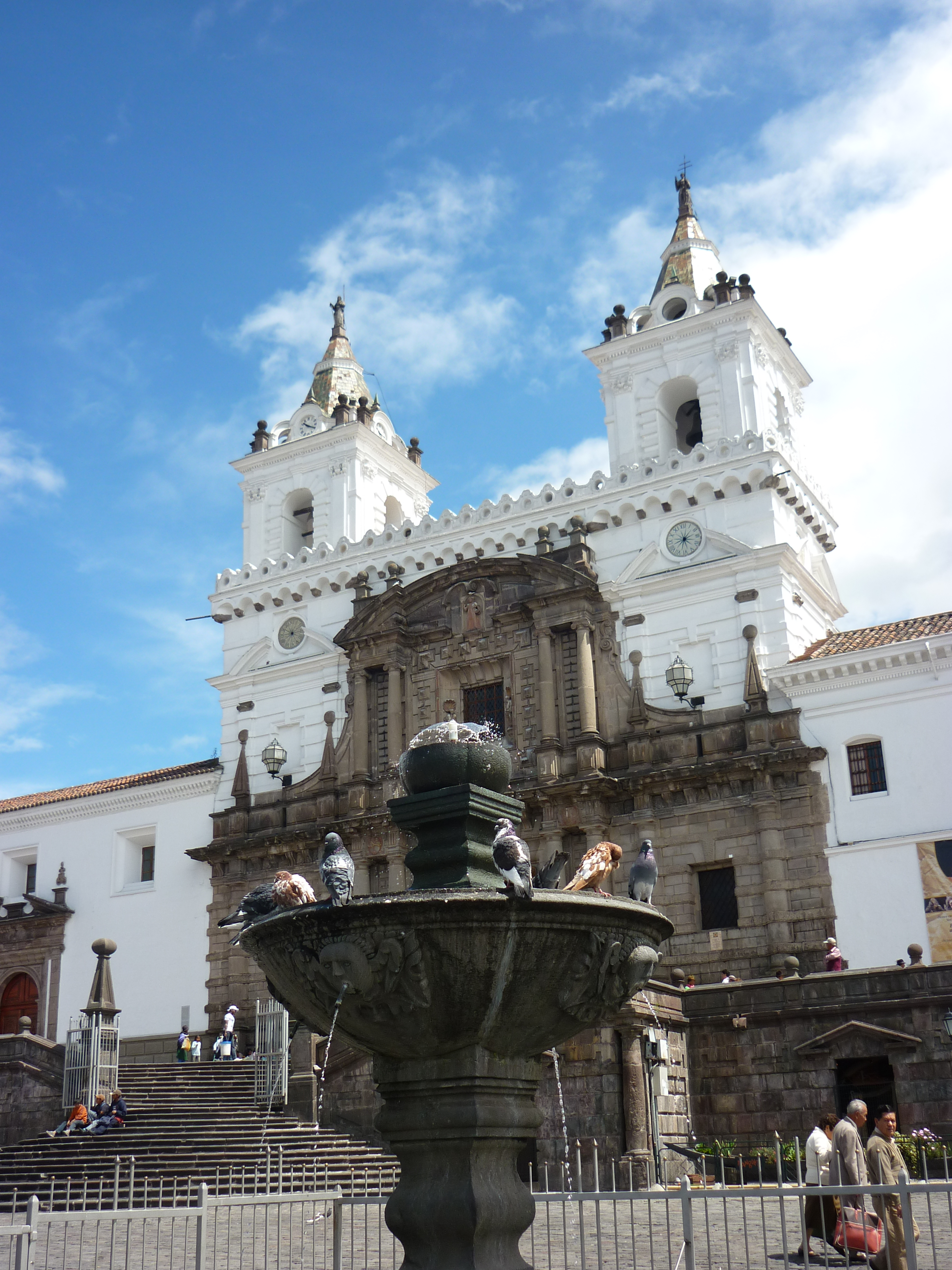
サンフランシスコ教会
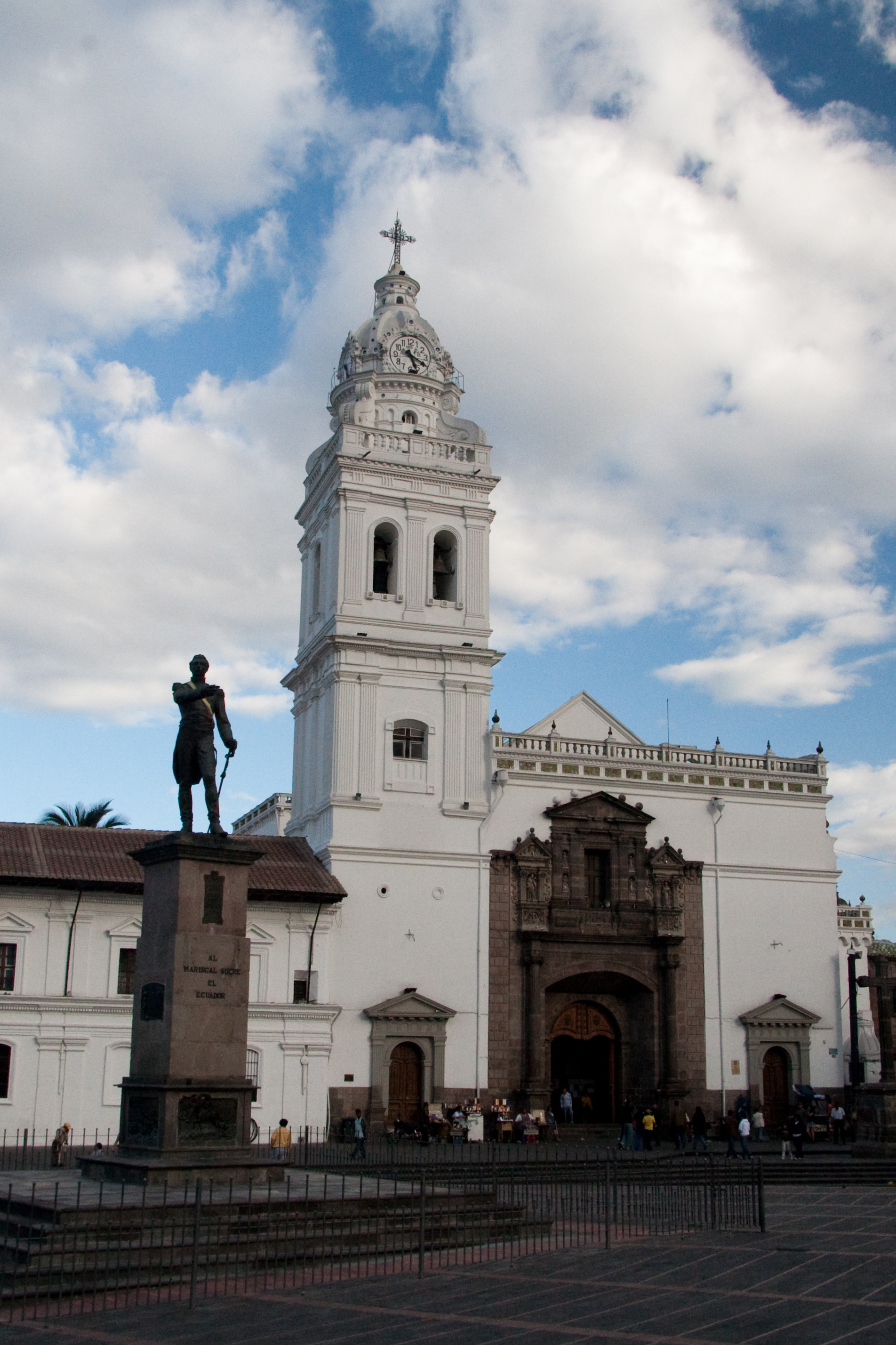
サントドミンゴ教会
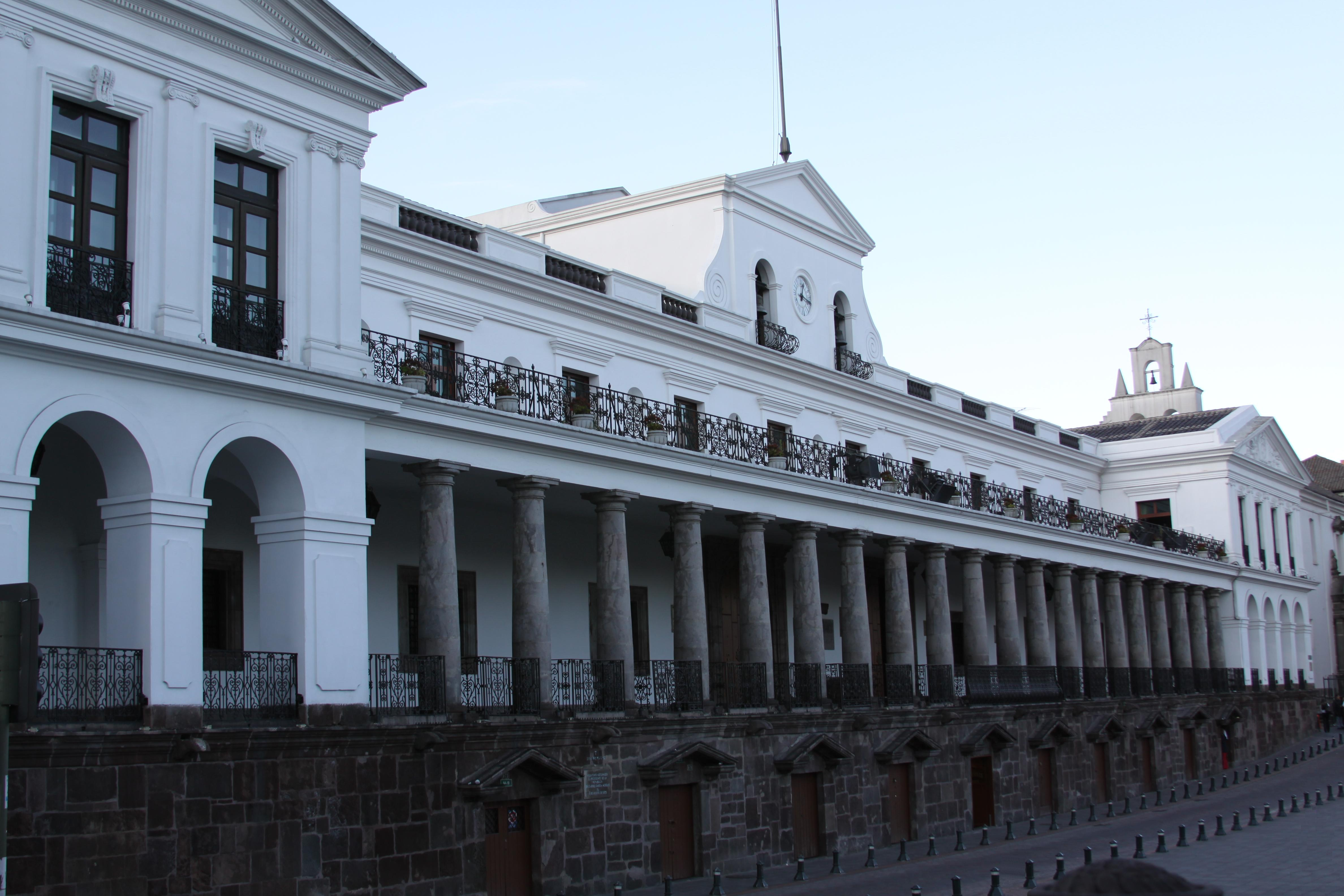
カロンデレット宮殿
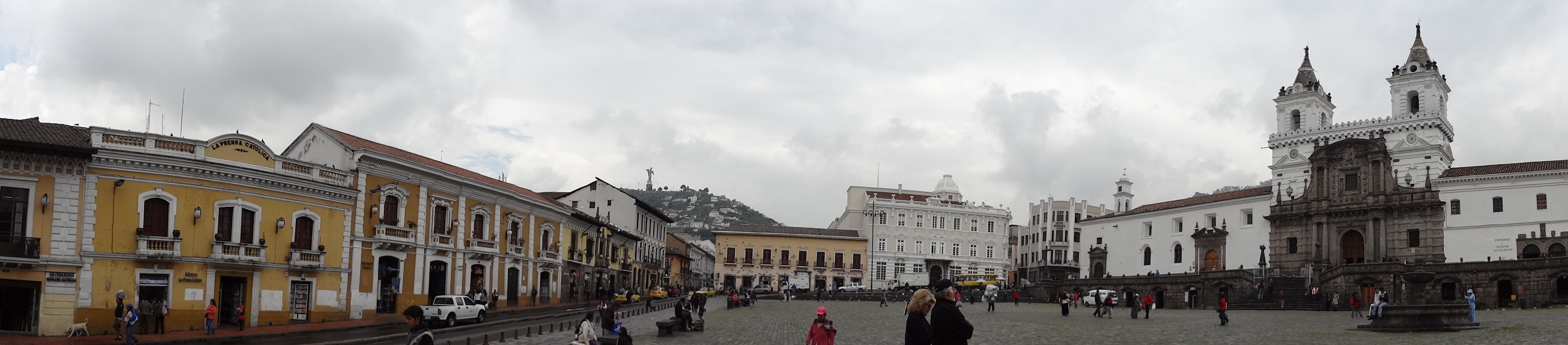
サンフランシスコ広場
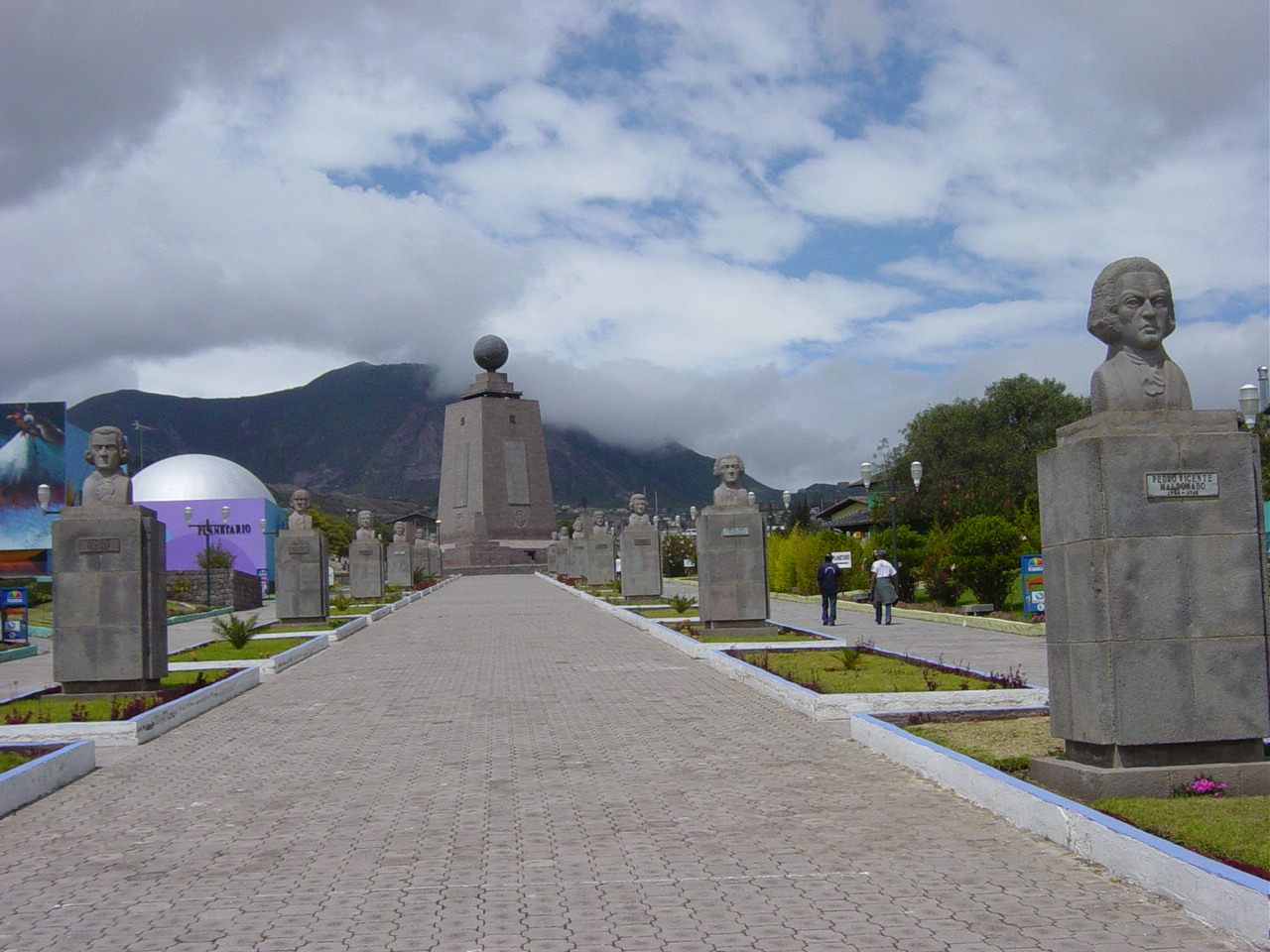
ミッター・デル・ムンド
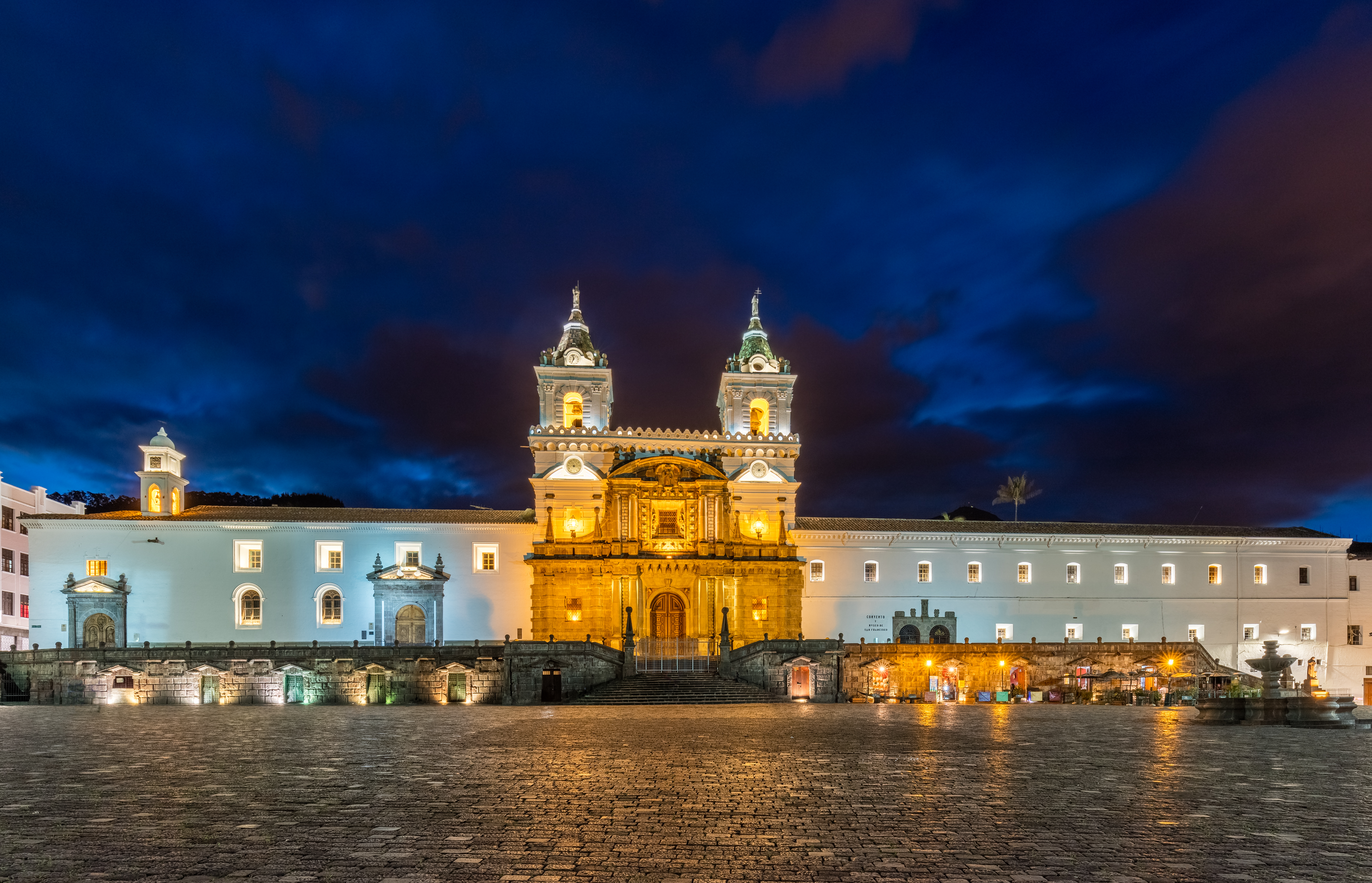
T1535年から1650年にかけて建設されたサンフランシスコの大バシリカ。
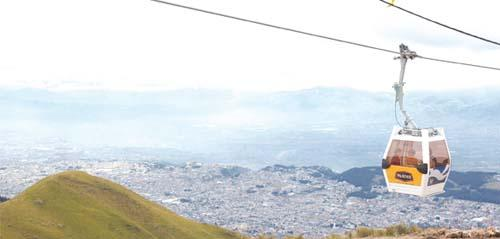
索道
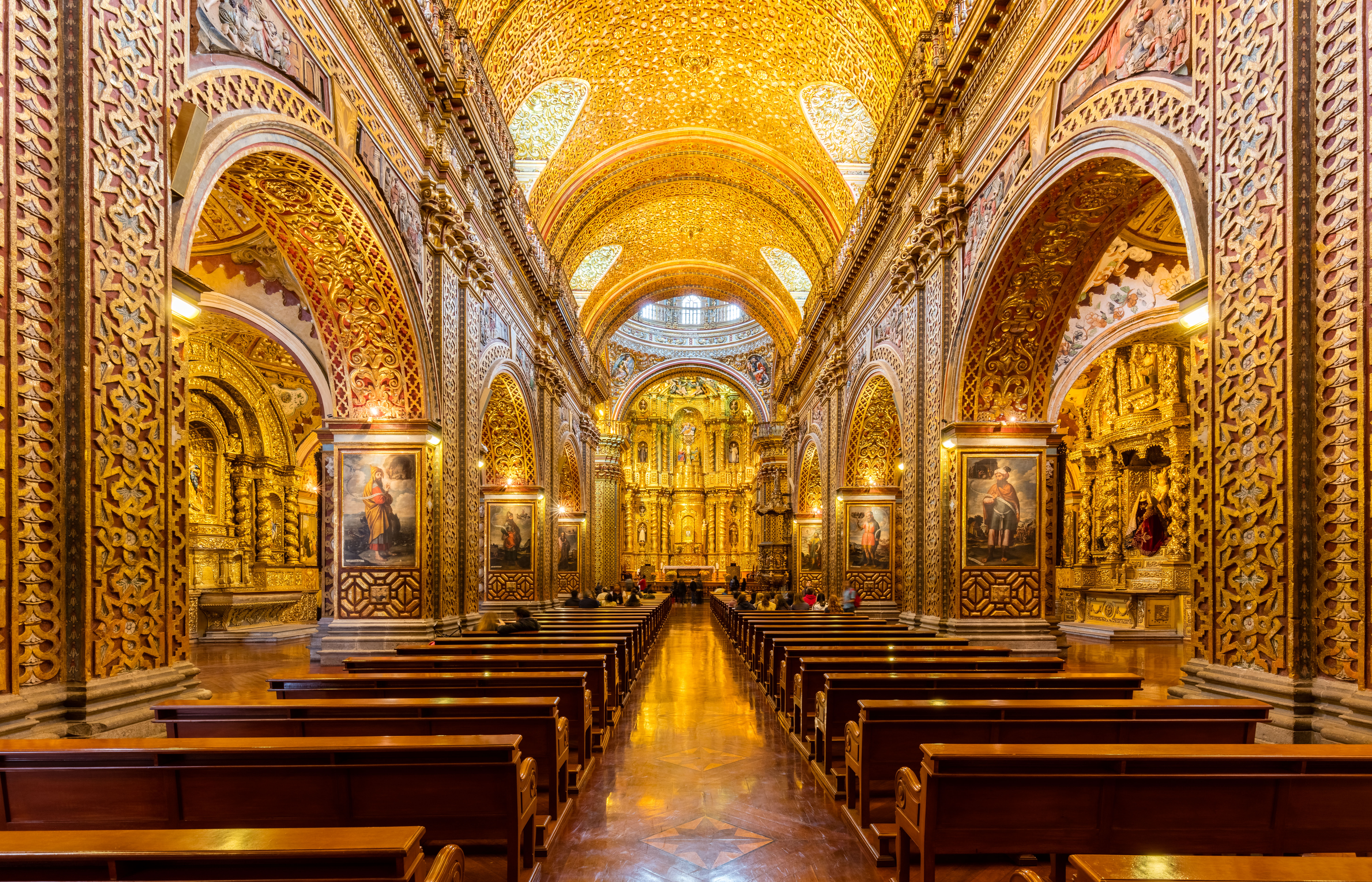
La Compañía de Jesús教会
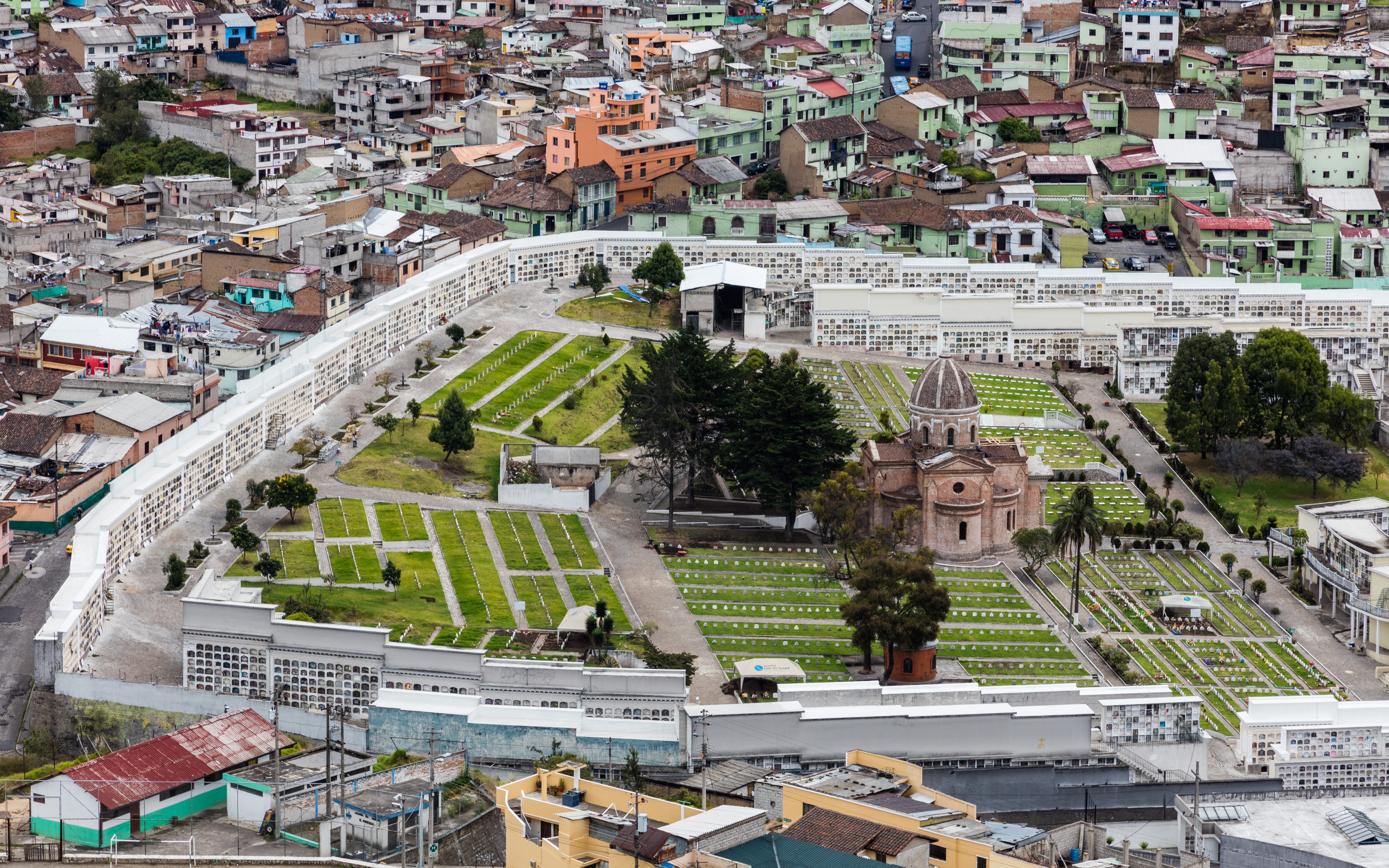
サンディエゴ墓地
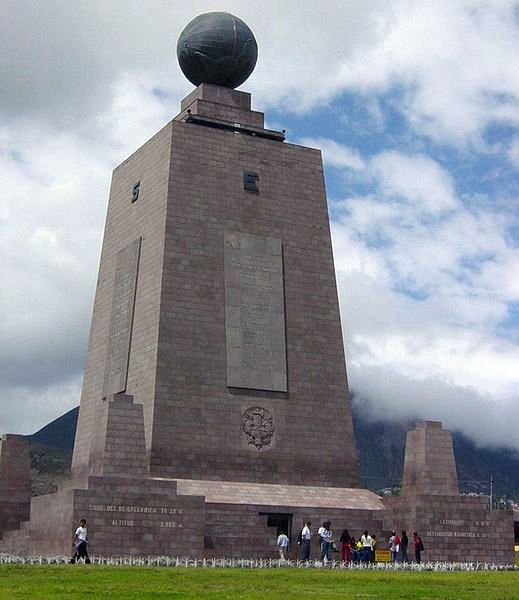
キトの赤道記念碑

### Guápulo スペイン語

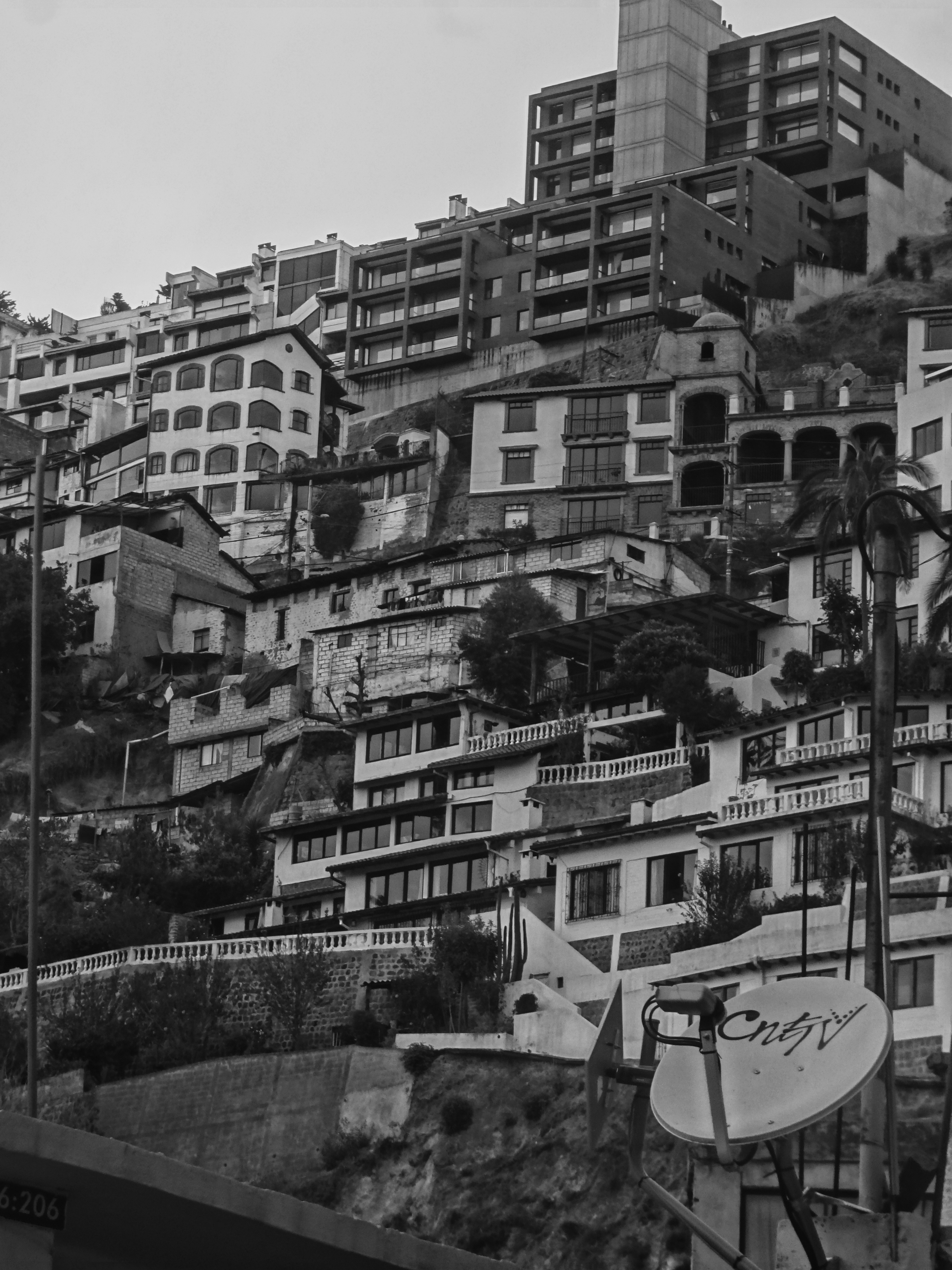
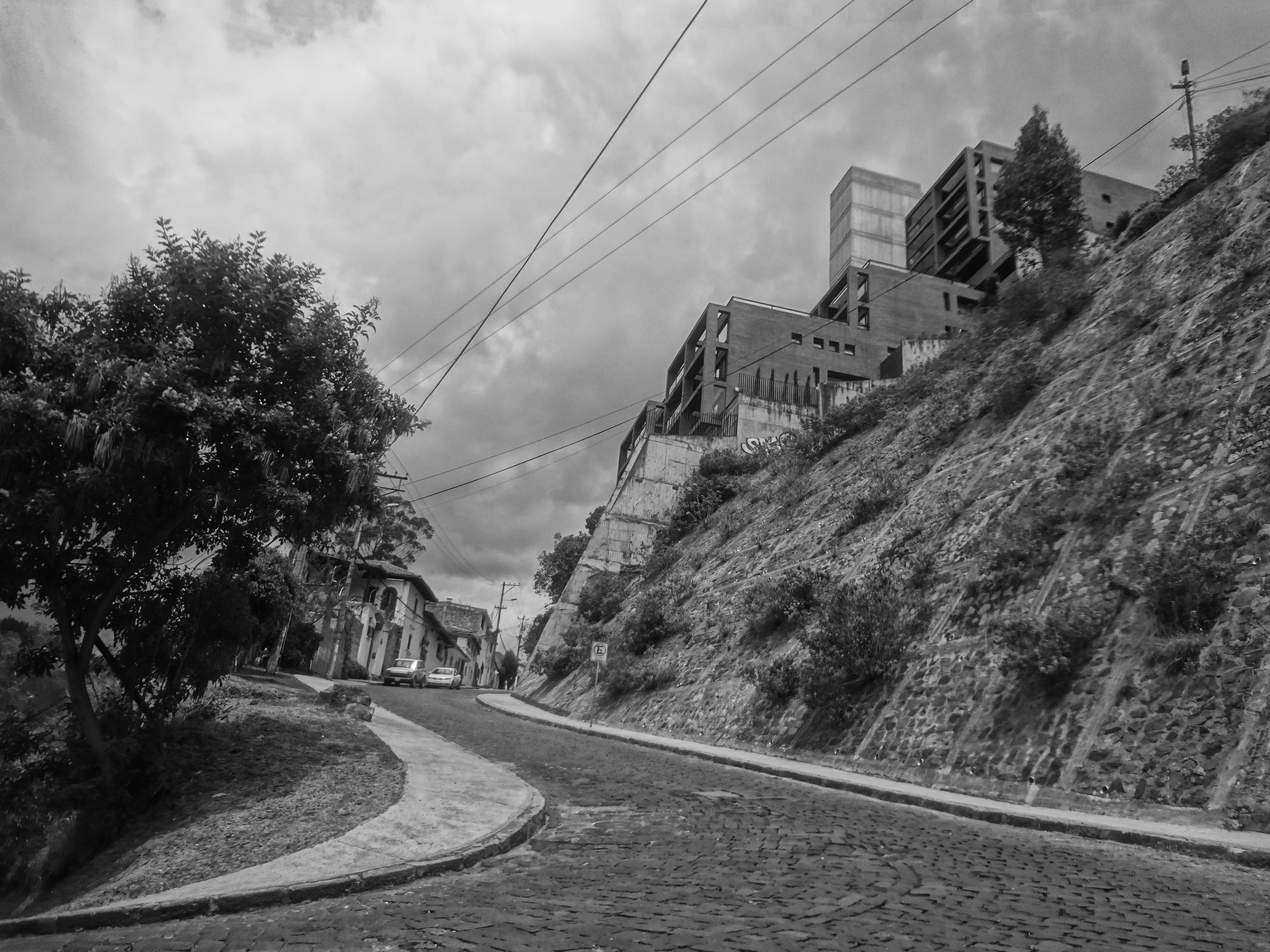
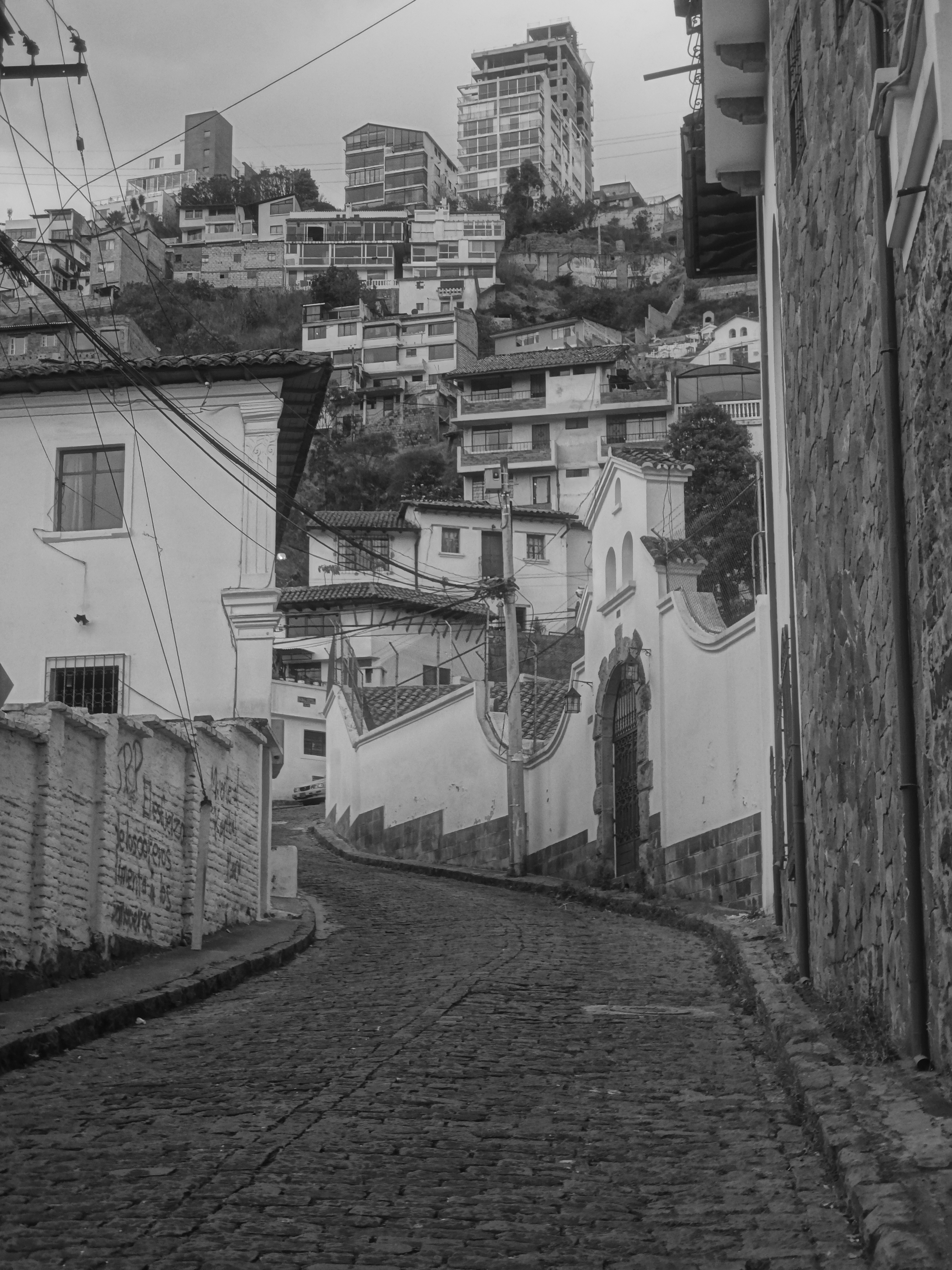
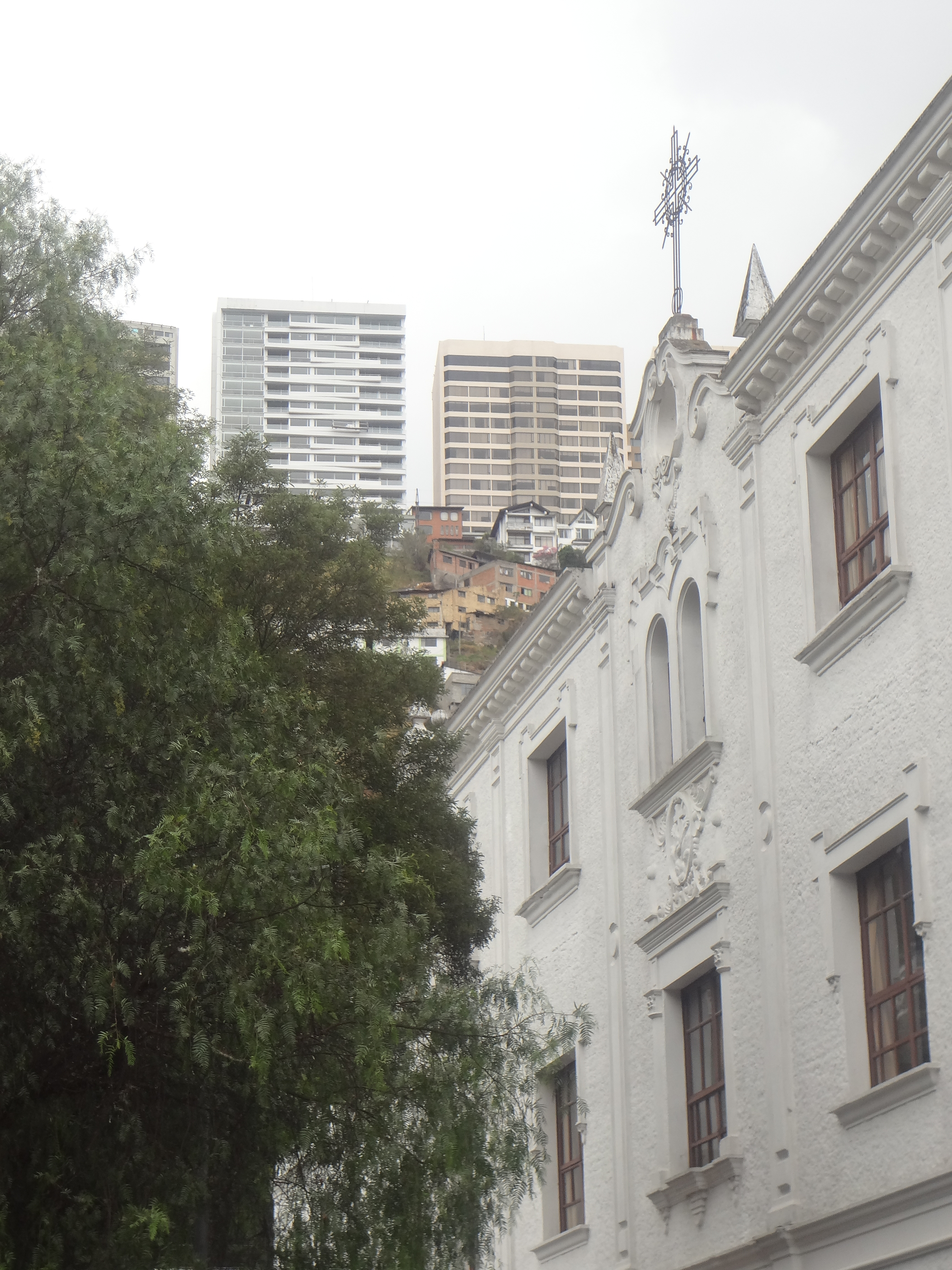
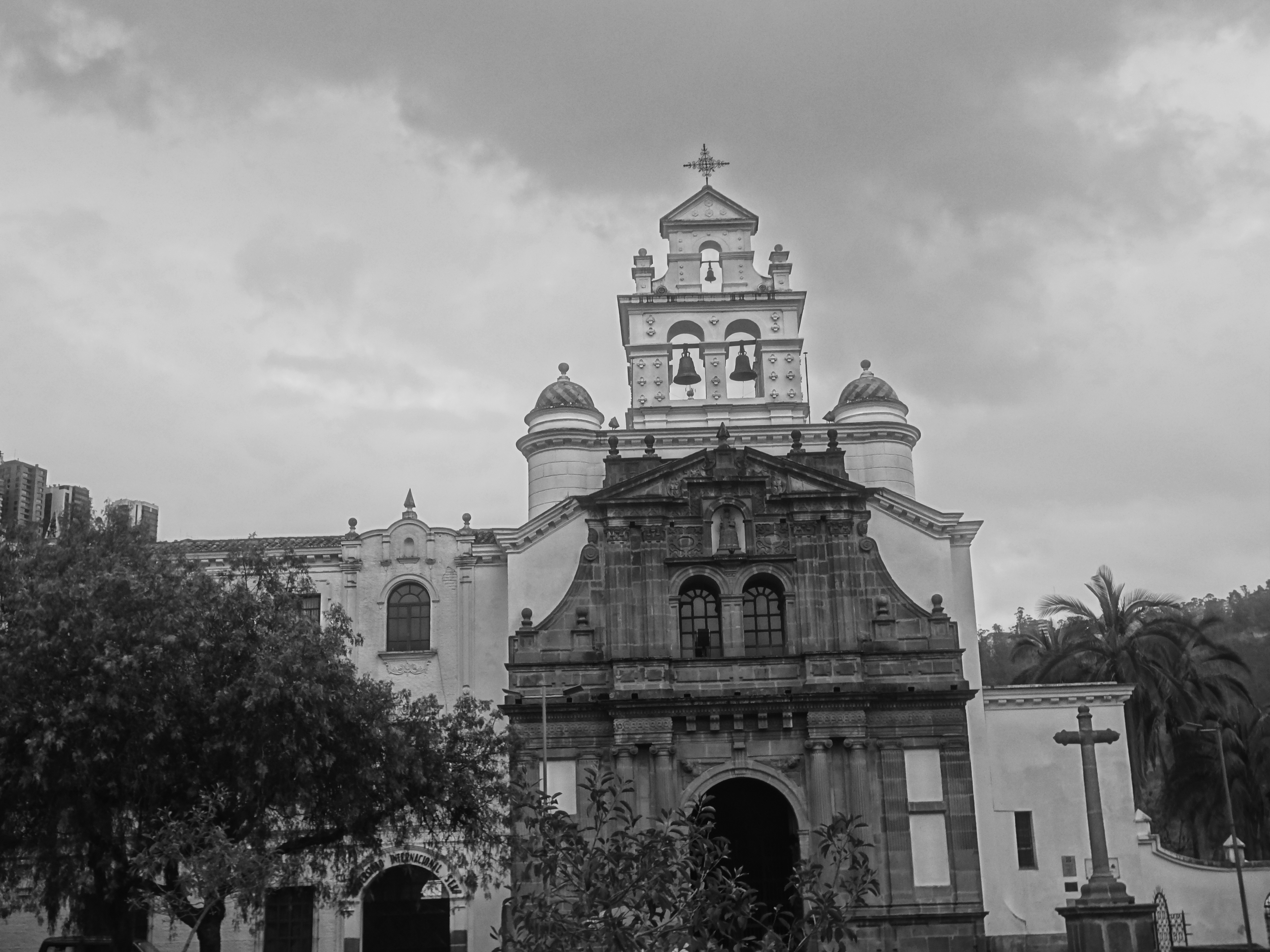
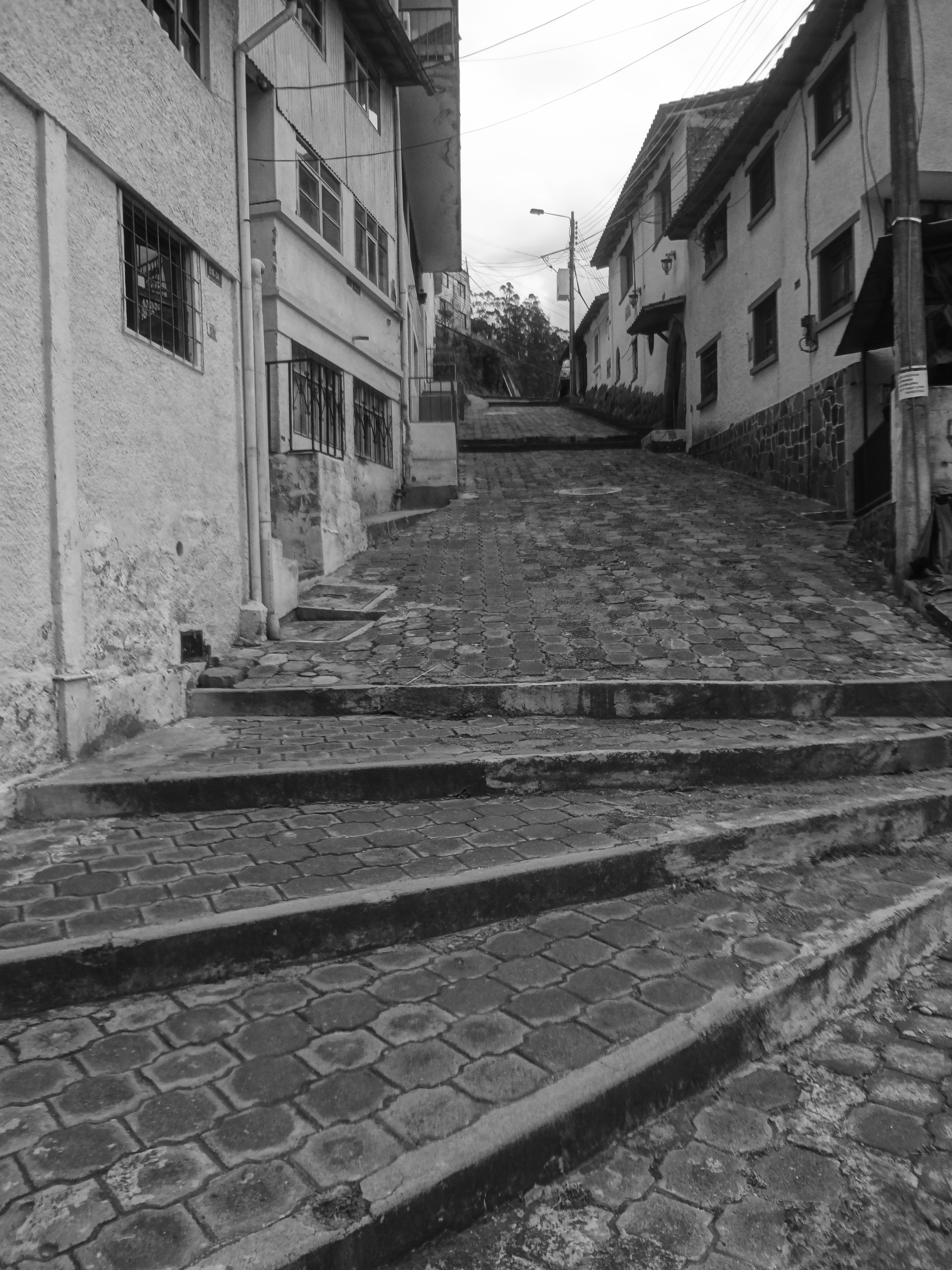
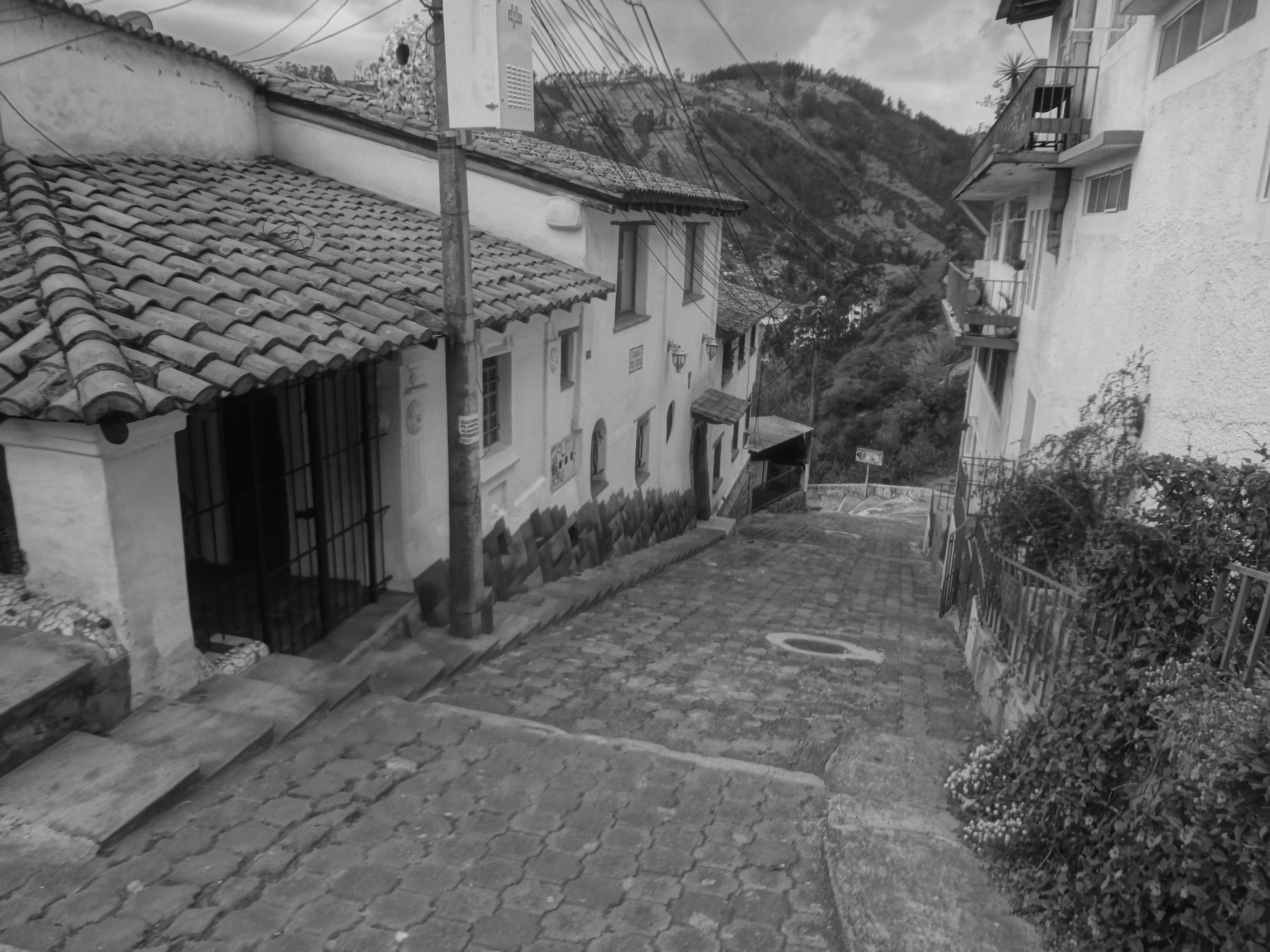

## 姉妹都市
キトはSister Cities International, Inc. (SCI)によって指定された姉妹都市を有している。
- ルイビル（アメリカ合衆国ケンタッキー州）
- セントポール（アメリカ合衆国ミネソタ州）
- コーラルゲーブルス（アメリカ合衆国フロリダ州）
- メキシコシティ（メキシコ）